# Braque français
Le braque français est une race de chiens originaire du sud-ouest de la France. Il s'agit d'un braque élevé dans le sud-ouest de la France depuis des centaines d'années. C'est un chien de chasse et d'arrêt qui existe sous deux standards :
- Le braque français, type Pyrénées : de petite taille
- Le braque français, type Gascogne : de grande taille

## Historique
Le braque français serait le descendant direct d'une ancienne race de chiens d’arrêt décrite par Gaston Fébus (XIVe siècle). La sélection de cette race a été, de tout temps, tournée vers l'obtention d'un chien d'arrêt efficace. Les deux types de braques français sont probablement issus de braque espagnol ou du braque italien. En dehors de la France, le braque français est peu connu. Les deux types sont originaires du sud-ouest de la France et des Pyrénées centrales.

## Standards

### Braque français, type Pyrénées

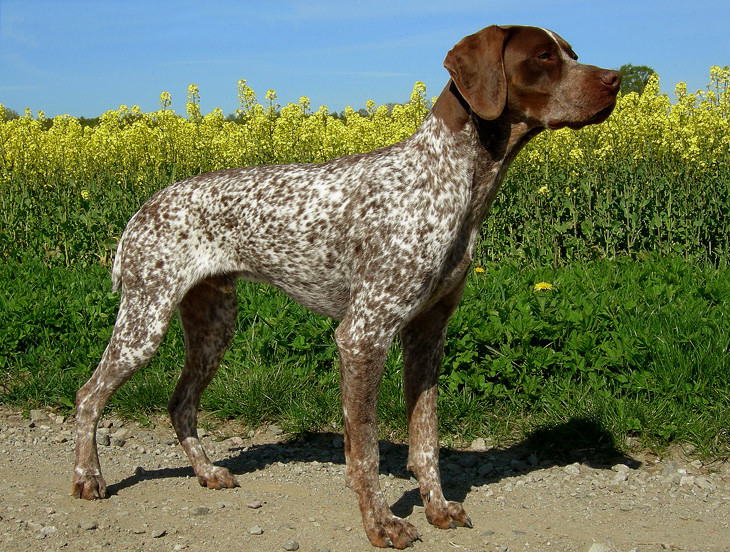
Braque français, type Pyrénées.

Le standard de la Fédération cynologique internationale décrit le type Pyrénées comme présentant les mêmes caractères généraux que le type Gascogne, toutes proportions gardées. La taille recherchée est de 50 à 55 cm au garrot. Le ventre est moins descendu et les membres antérieurs plus légers que chez le type Gascogne. La queue est généralement écourtée. La queue longue ou courte de naissance ne doit pas être considéré comme un défaut si elle est bien portée.
La longueur du museau est légèrement plus petite que celle du crâne. Le cou présente peu ou pas de fanons. Le crâne est presque plat avec un sillon central peu accentué. La saillie occipitale est peu proéminente. Le stop est peu marqué avec un nez de couleur marron avec des narines bien ouvertes. Les babines sont moins descendues que chez le Gascogne ou moins convexes. Les oreilles à peine plissées sont insérées au-dessus de la ligne de l'œil. Étirées, la pointe des oreilles s’arrête à 2 cm de la truffe.
La peau est plus tendue et le poil plus fin et plus court que celui du Gascogne. Les couleurs sont les mêmes que celles du Gascogne.

### Braque français, type Gascogne

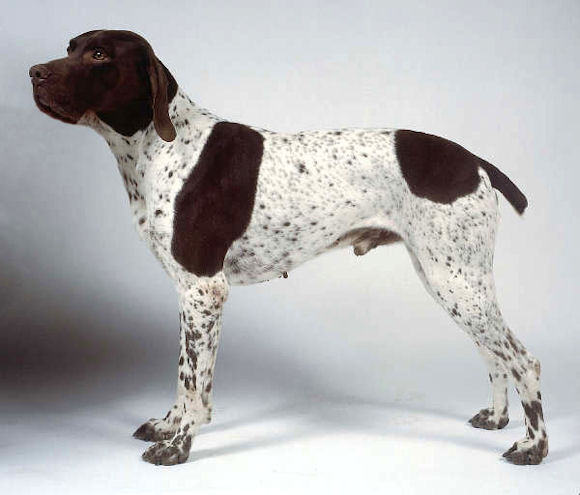
Braque français, type Gascogne.

Le braque français type gascogne est un braque médioligne, d'apparence puissante, robuste et fortement membré. La taille recherchée pour le type Gascogne est de 60 à 62 cm au garrot pour une femelle et de 62 à 65 cm pour un mâle. Les femelles sont plus fines. La queue est généralement écourtée ; elle continue bien la convexité de la ligne de la croupe. La queue longue ou courte de naissance ne doit pas être considéré comme un défaut si elle est bien portée mais cependant on peut encore la couper.
La longueur du museau est légèrement plus petite que celle du crâne. La tête est assez importante, mais pas trop lourde. Les lignes du crâne et du chanfrein sont légèrement divergentes. Le crâne est presque plat avec un sillon central peu accentué. La saillie occipitale est peu proéminente. Le stop est peu marqué. L'oreille doit être plus longue que celle du Pyrénées, elle est ronde au bout et on dit qu'elle doit être papillotée, c'est-à-dire faire une vague et ne pas être plate
La peau est souple, assez lâche. La robe à poil court est de couleur marron, marron et blanc avec ou sans moucheture, ou marron marqué de fauve au-dessus des yeux, aux babines et aux membres.

## Caractère
Le braque français est un chien considéré comme intelligent, obéissant et très attaché à son maître. Il aime les enfants. Le braque français type est un chien sportif qui a besoin de se dépenser. Il doit être habitué jeune à la vie en ville.

## Utilité
Le braque français est un chien d'arrêt, à l'aise tant au bois qu'en plaine. Il est adapté à tous les gibiers, mais est tout spécialement adapté pour la caille, la bécasse et la bécassine. À la chasse, le braque français type Gascogne alterne les temps de trot et de galop, l'arrêt est solide et c'est également un bon chien de rapport.
C'est également un chien de compagnie calme et très fidèle, bien qu'il soit assez peu utilisé pour cette fonction unique.

## Alimentation
Il est recommandé de nourrir le braque français une seule fois ou deux par jour, le soir avec de la viande crue. L'alimentation industrielle convient également.